# Edmund Bedingfield

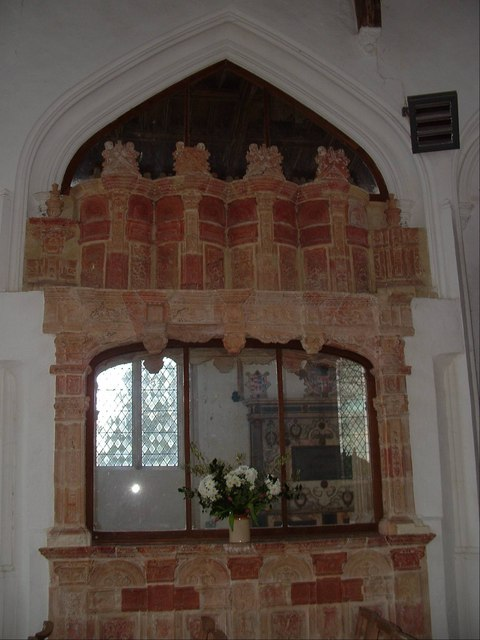
Familiengrab der Bedingfields in der Kirche St. John, Oxborough

Sir Edmund Bedingfield of Oxburgh Hall († 1496) war ein englischer Ritter.

## Leben
Sir Edmund Bedingfield war ein Sohn von Sir Thomas Bedingfield.
Edmund stand treu zu Eduard IV., obwohl er sich nicht an den Kämpfen der Rosenkriege beteiligte. Er erhielt durch den König 1475/76 das Anwesen Cotton Hall und 1482 die Erlaubnis Oxburgh Hall auszubauen und zu befestigen.
Bedingfield diente für seinen König 1477 in der Garnison in Calais.
Bei der Krönungsfeierlichkeit Richards III. 1483, wurde Edmund Bedingfield zum Knight of the Bath geschlagen.
Im Mai 1484 wurde Sir Edmund als Commissioner of Array mit Aufgaben zum Schutze des Reiches betraut, kämpfte aber ein Jahr später nicht für Richard III. in Bosworth. Unter dem siegreichen Heinrich VII. diente Bedingfield 1487 als Sheriff of Norfolk and Suffolk und wurde mit seinem Lehensherren, John de Vere, 13. Earl of Oxford, beauftragt die Küste von East Anglia zu schützen.
Im Juni 1487 kämpfte Edmund Bedingfield für seinen König bei der letzten Schlacht der Rosenkriege in Stoke. In Stoke erhielt er den Ritterschlag als Knight Banneret.
Es ist belegt, dass König Heinrich VII. seinen treuen Anhänger, Sir Edmund, auf dessen Stammsitz in Oxburgh Hall besucht hat.
Sir Edmund muss später wieder in Calais gedient haben, da er dort am 12. Oktober 1496 sein Testament machte und kurz darauf verstarb.
Er hat seine letzte Ruhestätte im Familiengrab der Kirche St. John in Oxbourough, Norfolk.

## Ehe und Nachkommen
Sir Edmund war verheiratet mit Margaret, einer Tochter des Sir John Scott. Das Paar hatte folgende Nachkommen:
- Thomas[14]
- Peter[14]
- Edmund[3][14]
- Alice ⚭ Sir Philip Booth[15]
- Margaret ⚭ Sir Edward Jernegan[16]